# Jason Dunn
Jason Dunn (właściwie Jason Kevin Dunn, ur. 26 grudnia 1982 w Peterborough (Ontario)) – amerykański muzyk i wokalista. Obecnie mieszka w Minneapolis, MN. Był wokalistą i pianistą w chrześcijańskim pop punk zespole Hawk Nelson. Był również liderem tego zespołu. W kwietniu 2008 wydali swój trzeci album Hawk Nelson is My Friend.